# Канадская (порода коров)
Кана́дская поро́да (англ. Canadienne cattle) — порода молочного скота из Канады. Выведена в XVI веке, когда из стад северной Франции были отобраны самые выносливые коровы и быки, которых отправили в Квебек как основное поголовье. Канадки оставались самой распространённой породой домашнего крупного рогатого скота в Канаде до конца XIX века, когда их начали вытеснять другие породы. В настоящее время наиболее распространёнными породами крупного рогатого скота в Канаде являются герефордская и голштинская. Канадки, хотя ещё и встречаются на фермах и ранчо по всей стране, стали уже относительно редкой породой, за исключением нескольких районов провинции Квебек. В последнее время предпринимаются усилия по сохранению этой породы от вымирания.